# Кіндер Олег Олексійович
Оле́г Олексі́йович Кі́ндер (нар. 10 грудня 1960) — український політик. Міський голова Ковеля (з 11 листопада 2010 року). З 2000 року очолює Ковельську міську партійну організацію ВО «Батьківщина», член бюро обласної партійної організації.

## Біографія
Після закінчення у 1982 році Українського інституту інженерів водного господарства трудову діяльність розпочав у Ковельській ПМК № 21 об'єднання «Волиньагробуд». Пройшов шлях від майстра до керівника підприємства. Очолював МП ПМК з 1990 по 1997 роки.
У 1997–2007 роках працював на керівних посадах у Ковельському відділенні банку «Аваль», СП «Комбінат хлібопродуктів».
У 2006–2010-му був депутатом Волинської обласної ради, головою постійної комісії з питань екології та раціонального використання природних ресурсів, членом колегії обласної ради.
2006–2010 роки — член виконкому Ковельської міської ради.
У 2007–2008-му працював в Апараті Верховної Ради України.
2008 року був начальником Державної екологічної інспекції у Волинській області.
До листопада 2010 року очолював виробничо-торгове підприємство «Ковель-ПРОМОПТТОРГ».
З 11 листопада 2010 року — на посаді Ковельського міського голови.
19 березня 2016 року обраний головою Волинської обласної організації ВО «Батьківщина».
Засновник і керівник громадської організації «ЕКО-Волинь».
Дружина Наталія Кіндер, народилась 10 серпня 1962 року у місті Луцьк. Місце роботи — Ковельське управління газового господарства, контролер. Донька Юлія Кваснікевич, народилась 13 грудня 1987 року. Має вищу економічну освіту (ЛНТУ). Одружена, має двох дітей. Син Олег Кіндер, народився 25 березня 1983 року. Закінчив НТУУ «КПІ» інженерно-фізичний факультет (бакалавр) та є випускником факультету соціології (магістр) заочної форми навчання цього ж університету.